# Gare d'Iwakuni
La gare d'Iwakuni (岩国駅, Iwakuni-eki) est une gare ferroviaire de la ville d'Iwakuni, dans la préfecture de Yamaguchi au Japon. Elle est exploitée par la compagnie JR West.

## Situation ferroviaire
La gare d'Iwakuni est située au point kilométrique (PK) 346,1 de la ligne principale Sanyō. Elle marque le début de la ligne Gantoku. Les trains de la ligne Nishikigawa Seiryū ont leur terminus à Iwakuni.

## Histoire
La gare a été inaugurée le 25 septembre 1897.

## Service des voyageurs

### Accueil
La gare dispose d'un bâtiment voyageurs ouvert tous les jours, avec des guichets et des automates pour l'achat de titres de transport.

### Desserte
- Ligne Nishikigawa Seiryū :
  - voie 0 : direction Nishikicho
- Ligne Gantoku :
  - voie 1 : direction Tokuyama
- Ligne principale Sanyō :
  - voies 3, 4 et 6 : direction Miyajimaguchi et Hiroshima
  - voies 6 et 7 : direction Yanai et Tokuyama